# Sakon Jamamoto
Sakon Jamamoto (japonsko 山本 左近), japonski dirkač Formule 1, * 9. julij 1982, Tokio, Japonska.
Sakon Jamamoto je japonski dirkač Formule 1. V sezoni 2005 je bil testni dirkač moštva Jordan, tudi sezono 2006 pri moštvu Super Aguri je začel kot testni dirkač, od Velike nagrade Nemčije pa do konca sezone pa je kot dirkač zamenjal Francka Montagnyja. Točk mu ni uspelo osvojiti, kot najboljši rezultat je dvakrat osvojil šestnajsto mesto, na Velikih nagradah Kitajske in Brazilije. Sezono 2007 je začel v seriji GP2, od Velike nagrade Madžarske pa je ponovno dirkal v Formuli 1 za moštvo Spyker. Najboljši rezultat je dosegel na domači dirki za Veliko nagrado Japonske.

## Popolni rezultati Formule 1
(legenda) (odebeljene dirke pomenijo najboljši štartni položaj, poševne pa najhitrejši krog, †-uvrščen kljub odstopu)
| Leto | Moštvo                      | Šasija           | Motor                  | 1   | 2   | 3   | 4   | 5   | 6   | 7      | 8     | 9      | 10     | 11      | 12      | 13      | 14      | 15      | 16     | 17      | 18     | 19  | Prv | Toč |
| ---- | --------------------------- | ---------------- | ---------------------- | --- | --- | --- | --- | --- | --- | ------ | ----- | ------ | ------ | ------- | ------- | ------- | ------- | ------- | ------ | ------- | ------ | --- | --- | --- |
| 2005 | Jordan Grand Prix           | Jordan EJ15B     | Toyota RVX-05 3.0 V10  | AVS | MAL | BAH | SMR | ŠPA | MON | EU     | KAN   | ZDA    | FRA    | VB      | NEM     | MAD     | TUR     | ITA     | BEL    | BRA     | JAP TD | KIT | -   | -   |
| 2006 | Super Aguri F1              | Super Aguri SA05 | Honda RA806E 2.4 V8    | BAH | MAL | AVS | SMR | EU  | ŠPA | MON    | VB TD | KAN TD | ZDA TD | FRA TD  |         |         |         |         |        |         |        |     | 26. | 0   |
| 2006 | Super Aguri F1              | Super Aguri SA06 | Honda RA806E 2.4 V8    |     |     |     |     |     |     |        |       |        |        |         | NEM Ret | MAD Ret | TUR Ret | ITA Ret | KIT 16 | JAP 17  | BRA 16 |     | 26. | 0   |
| 2007 | Etihad Aldar Spyker F1 Team | Spyker F8-VII    | Ferrari 056H 2.4 V8    | AVS | MAL | BAH | ŠPA | MON | KAN | ZDA    | FRA   | VB     | EU     | MAD Ret | TUR 20  |         |         |         |        |         |        |     | 24. | 0   |
| 2007 | Etihad Aldar Spyker F1 Team | Spyker F8-VIIB   | Ferrari 056H 2.4 V8    |     |     |     |     |     |     |        |       |        |        |         |         | ITA 20  | BEL 17  | JAP 12  | KIT 17 | BRA Ret |        |     | 24. | 0   |
| 2010 | Hispania Racing F1 Team     | Hispania F110    | Cosworth CA2010 2.4 V8 | BAH | AVS | MAL | KIT | ŠPA | MON | TUR TD | KAN   | EU     | VB 20  | NEM Ret | MAD 19  | BEL 20  | ITA 19  | SIN     | JAP 16 | KOR 15  | BRA    | ABU | 26. | 0   |